# Gurage
Gurage är ett folkslag eller möjligen en etnolingvistisk grupp i sydvästra Etiopien. De cirka 740 000 människor som hör till gruppen har ett patriarkalt rättssystem. Deras viktigaste näring är ensete (så kallade falska bananer).
Språket gurage räknas till den semitiska språkfamiljen och kan delas upp i tre grupper: Östgruppen (där språken weleni och sway talas) samt nord- (med språken sodda, gogot och muher) och västgurage (med språken inor, mesqan och sebat bet (= chaha, gumer, gura, ezha och gyeta)). Skillnaden mellan dessa grupperingar anses av somliga så stor att gurage endast på geografiska grunder kan betraktas som en grupp. 
Varje guragesamhälle vårdar och skyddar ett stort och ofta gammalt träd i samhällets närhet. Enligt den traditionella religionen är dessa träd boning för andar. Den yngre guragegenerationen tycks dock vara mer benägna för kristendom och islam än den traditionella tron.[källa behövs] De firar Meskel eller "fyndet av det sanna korset". Guragefolket livnär sig, liksom de flesta människor i regionen, huvudsakligen på kocho  – en pannkaka som bröd gjort av ensete. Tillsammans med kocho serveras Kitifo, en av de största delikatesserna i de etiopiska traditionella måltiderna. Utöver folkets språk och kultur finns många konstgjorda turistattraktioner i området.